# Vicente Cervera Chust
Vicente Cervera Chust (Alaquàs, 11 d'abril de 1969), conegut simplement com a Cervera, és un pilotari valencià d'Escala i corda en la posició d'escalater, en nòmina de l'empresa ValNet. L'any 2002 va ser membre de la Selecció Valenciana de Pilota.
De malnom, el mústio, s´inicià a la pilota degut a la gran afició de son pare i iaio, que era marxador de pilota en Alaquàs. Els primers passos els donà al trinquet de Torrent, on ja demostrava maneres i va obtenir el vistiplau del marxador, conegut com a Caballo Blanco, i també de Natàlio.
Debutà el 1985 al trinquet de Torrent i es retira en 2015. Des d'aleshores, ha continuat jugant a Pilota en la modalitat de Frontó.
Cervera, militant del Partit Popular (PP), es presentà a les eleccions municipals de 2019 aconseguint l'acta de regidor. L'any 2023 passa a encapçalar la candidatura del PP sense aconseguir desplaçar del govern al PSPV, que roman al capdavant de l'Ajuntament des de l'any 1979. Cervera és des d'aleshores portaveu del PP al ple de la corporació municipal.

## Palmarés
- Escala i corda,
  - Campió : 1992, 1995 i 1998
  - Campió Trofeu Ciutat de Petrer: 1992, 1996 i 1998[5]
  - Subcampió Trofeu Levante: 1989, 1991, 2002 i 2003
  - Subcampió Trofeu Ciutat de Manises: 2002
  - Subcampió del Circuit Bancaixa: 2002[6]
  - Subcampió del Trofeu Ciutat de Dénia: 2011
  - Subcampió del Trofeu Caixa Rural de 2011
  - Campió del Trofeu Tio Pena de Massamagrell: 2011[6]
  - Campió del Trofeu Superdeporte: 2011

- Frontó:
  - Subcampió de l'Obert d'Albal: 2010
  - Campió Open de Frontó Basc-Valencià: 2000[5]
  - Subcampió Open de Frontó Basc-Valencià: 2002[5]
  - Subcampió Individual del Trofeu President Diputació de València, individual: 2002[5]
  - Subcampió Trofeu President de la Diputació de València, parelles: 2006[5]
  - SubCampió del Trofeu Platges de Moncofa: 2007

Campionats Internacionals de Pilota
- Campió del Món de Frontó, Argentina 2002[6]
- Campió del Món de Joc internacional, Argentina 2002[6]
- Campió del Món de Llargues, Argentina 2002[6]